# Al di là
«Al di là» ("Más allá") es una canción escrita por el compositor italiano Carlo Donida y el letrista Mogol, y grabada por Betty Curtis. La letra de la versión inglesa la escribió Ervin Drake.
También fue grabada por la cantante italoestadounidense Connie Francis en italiano en 1962, y lo regrabó en una versión bilingüe más tarde ese mismo año.
El compositor Donida es más conocido en América por escribir "Uno Die Tanta". El letrista inglés Drake también escribió la letra para canciones como  "Quando, quando quando", "Good Morning Heartache" y la música y letra de "It Was a Very Good Year".

## En el Festival de Eurovisión
La canción fue elegida para representar a Italia en el Festival de la Canción de Eurovisión 1961 tras ganar el Festival de San Remo el 2 de febrero de 1961.
Esta fue interpretada 16.ª (última) en la noche, precedida por Reino Unido con The Allisons interpretando "Are You Sure?". Al final de las votaciones, la canción había recibido 12 puntos, quedando en 5º puesto de un total de 16.
Fue sucedida como representación italiana en el Festival de 1962 por Claudio Villa interpretando "Addio, addio".

## Versiones
- En los Estados Unidos, Emilio Pericoli es el artista más asociado con la canción. Cantó "Al di là" en un club nocturno junto a una pequeña banda en la película de 1962 Rome Adventure, protagonizada por Troy Donahue y Suzanne Pleshette, y su sencillo en Warner Bros. Records alcanzó el 6º puesto en la parte de pop de la revista Billboard. La versión de Pericoli alcanzó el 48.º puesto en el ranking de fin de año de Billboard en 1962. El segmento de la película está disponible en YouTube. La versión del álbum de Pericoli no es la misma de la película. Es mucho más lenta y grabada con una orquesta completa. (En la película, el persona de Donahue interpreta el título de la canción como "Más allá del más allá".)
- Al Hirt lanzó una versión de la canción en su álbum de 1963 Honey in the Horn.[1]
- Jerry Vale lanzó una versión en su álbum de 1963, Arrivederci Roma.[2]
- Los Ray Charles Singers lograron un éxito en 1964, llegando al 29º puesto en la Billboard Hot 100 con su versión de la canción.
- Al Martino, quien más tarde actuaría en el papel del crooner ficticio Johnny Fontane en la película de 1962 El padrino, grabó una versión en italiano de "Al di là" en su álbum de 1963 The Italian Voices of Al Martino (Capitol Records).
- Sergio Franchi es otro cantante italoestadounidense asociado con esta canción popular. La grabó en su álbum de RCA Victor, Wine and Song, en 1968.[3] Franchi también cantó la canción el 26 de diciembre de 1964, en una emisión de The Hollywood Palace.[4]

Otras grabaciones notables incluyen a Milva (1961), Ace Cannon - Sweet and Tough (1966), Jerry Adriani (1966) y  Mauro Calderón.
| Predecesor: «Romantica» Renato Rascel | Italia en el Festival de Eurovisión 1961 | Sucesor: «Addio, addio» Claudio Villa |